# 克氏双线鲆
克氏双线鲆（学名：Grammatobothus krempfi）为輻鰭魚綱鰈形目鰈亞目鲆科双线鲆属的鱼类，俗名克氏线鲆、克拉普氏鲽。分布於西太平洋越南棍山至台灣海域，属于熱帶底层海鱼，體長可達18公分，以底棲生物為食，生活習性不明。该物种的模式产地在越南昆仑岛。